# Vivelavie

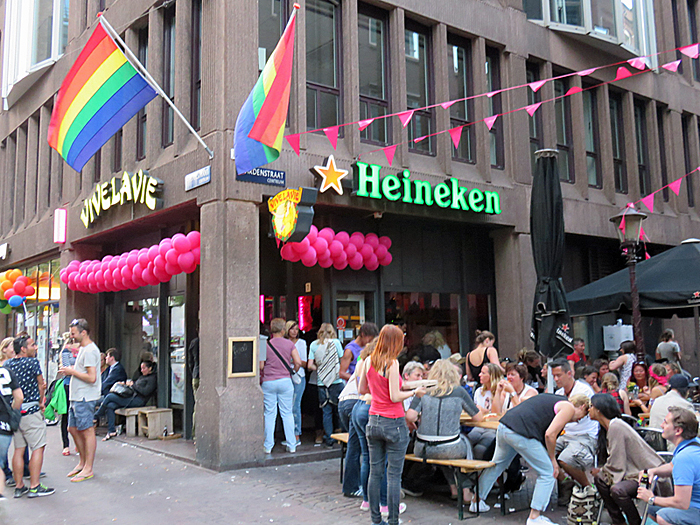
Café Vivelavie op de hoek van Amstelstraat en Paardenstraat in Amsterdam, hier tijdens de Amsterdam Gay Pride 2015

Vivelavie was een café voor lesbische en biseksuele vrouwen in Amsterdam. Het werd in 1980 geopend aan de Nieuwezijds Voorburgwal en was van 1985 t/m 2017 gevestigd aan de Amstelstraat.
Aanvankelijk was Vivelavie gevestigd in een kelderruimte aan de Nieuwezijds Voorburgwal 171. Eigenaar Mieke Martelhoff had het bedoeld als een gewoon buurtcafé, maar omdat al snel het gerucht ging dat het een nieuw lesbisch café was, werd het dat binnen een aantal weken ook. Desondanks zijn mannen er altijd welkom gebleven, al werden er dat nooit erg veel.
In 1985 werd het café door een brand getroffen, waarna de zaak verhuisde naar een nieuwbouwpand aan de Amstelstraat 7, op de hoek met de Paardenstraat. Dit pand had grote ramen, waardoor Vivelavie voor vrouwen dezelfde open uitstraling kreeg als café April voor homomannen. Alszodanig trok de zaak niet alleen bezoekers uit Amsterdam, maar ook uit de rest van Nederland, alsmede uit het buitenland.
Net als de eigenaren van de April, organiseerde ook Mieke Martelhoff de grotere feesten in samenwerking met Manfred Langer in diens roemruchte discotheek iT. Later werden deze als "Lesbian Party" voortgezet in Amsterdam Marcanti, waar voor zo'n 2500 vrouwelijke bezoekers artiesten als Ruth Jacott, Karin Bloemen en Loïs Lane optraden.
Martelhoff was bovendien een van de oprichters van Gay Business Amsterdam (GBA), die van 1996 t/m 2005 de Amsterdam Gay Pride organiseerde. In het kader van dat evenement organiseert Vivelavie dan ook elk jaar in de naastgelegen Paardenstraat een straatfeest speciaal voor vrouwen. Voor haar inzet voor de emancipatie van lesbische vrouwen werd Mieke Martelhoff in 1999 onderscheiden met het lidmaatschap in de Orde van Oranje Nassau.
In juni 2017 maakte Mieke Martelhoff bekend dat ze café Vivelavie na 37 jaar zou gaan sluiten om meer tijd voor haar privéleven te hebben. Op 24 juni werd de zaak gesloten met een laatste Coyote Ugly-feest.
In december 2017 deed de Vivelavie een oproep op Facebook met de vraag of de Vivelavie doorgezet moet worden met een tweede ondernemer. In maart 2018 stond in De Telegraaf dat de Vivelavie hoopte nog dat jaar een doorstart te maken, maar dit is niet gebeurd.
Na de sluiting van Vivelavie was Saarein aan de Elandsstraat een tijdje het enige vrouwencafé in Amsterdam, maar in 2019 is er een nieuw lesbisch café geopend door een voormalig bezoeker van Vivelavie: Bar Buka op de Albert Cuypstraat.